# Edwin P. Morrow

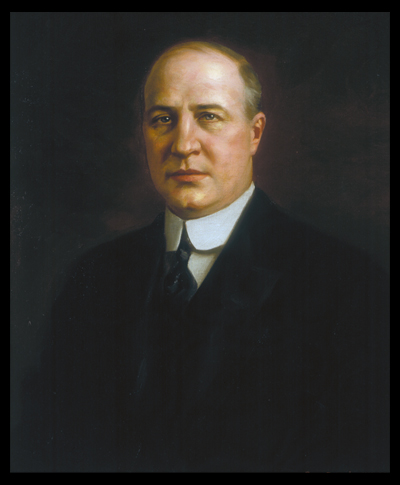
Edwin P. Morrow

Edwin Porch Morrow (* 28. November 1877 in Somerset, Pulaski County, Kentucky; † 15. Juni 1935 in Frankfort, Kentucky) war ein US-amerikanischer Politiker (Republikanische Partei) und Gouverneur des Bundesstaates Kentucky.

## Frühe Jugend und Aufstieg
Edwin Morrow besuchte das St. Marys College in Tennessee, das Cumberland College und die University of Cincinnati. Dort machte er im Jahr 1902 einen Abschluss als Jurist. Ab 1903 war er Rechtsanwalt mit einer Kanzlei in Somerset. Zwischen 1910 und 1913 war er Bundesstaatsanwalt für den östlichen Distrikt von Kentucky. Seine ersten politischen Erfahrungen sammelte er 1895, als er den erfolgreichen Gouverneurswahlkampf seines Onkels William O’Connell Bradley unterstützte. In den Jahren 1916, 1920 und 1928 war er Delegierter zu den jeweiligen Republican National Conventions. 1913 bewarb er sich erfolglos um einen Sitz im US-Senat und 1915 unterlag er ganz knapp seinem Freund Augustus Owsley Stanley bei der Gouverneurswahl von Kentucky. Vier Jahre später wurde er von seiner Partei erneut nominiert. Diesmal gelang ihm mit 53,8 % der Stimmen ein Sieg gegen den Amtsinhaber James D. Black (45,3 %), der erst im Mai desselben Jahres nach dem Rücktritt von Stanley Gouverneur geworden war. Diesen Sieg verdankte er teilweise der Tatsache, dass sein Gegner mit Korruptionsvorwürfen zu kämpfen hatte. Andererseits waren die Republikaner in jenen Jahren bundesweit im Aufwind, da sie in Opposition zu Präsident Woodrow Wilson und dessen Völkerbund-Plänen standen.

## Gouverneur von Kentucky
Morrows vierjährige Amtszeit begann am 9. Dezember 1919 und endete am 11. Dezember 1923. In seiner Amtszeit wurde das Verkehrsministerium des Landes neu organisiert und den Bedürfnissen des gestiegenen Verkehrs angepasst. Außerdem wurde ein Wohlfahrtsausschuss (Board of Charities) gegründet. Das Bildungssystem wurde ausgebaut und ein Gesetz gegen Lynchmorde wurde erlassen. Der Gouverneur ging gegen die Umtriebe des Ku-Klux-Klans vor, um diese unter Kontrolle zu bekommen.
Nach Ablauf seiner Amtszeit im Dezember 1923 wurde Morrow Mitglied zweier Eisenbahn-Ausschüsse der Bundesregierung. 1934 bewarb er sich erfolglos um einen Sitz im US-Kongress. Er starb überraschend am 15. Juni 1935 an einem Herzanfall. Edwin Morrow war mit Katherine Waddle verheiratet. Das Paar hatte zwei Kinder.